# Nationaal park Cabo Orange
Het Nationaal park Cabo Orange (Portugees: Parque Nacional do Cabo Orange) is een nationaal park gelegen in de staat Amapá in het noorden van Brazilië, in de buurt van de grens tussen Brazilië en Frans-Guyana.
Het park is belangrijk omdat het het enige park is met regenwoud dat is gelegen aan de kust waardoor er een geheel andere flora en fauna is dan in andere regenwoudparken. Het park heeft een oppervlakte van 619.000 hectare. In het park kunnen worden aangetroffen: mangroves, rivieren, kustbossen en overstromingsgebieden. Het park kent een rijke flora en fauna, vooral vogels.
Naast behoud van landschap en biodiversiteit zijn de beheersdoelen het doen van onderzoek en milieu-educatie. 
Het gebied is toeristisch aantrekkelijk. Het is vanuit verschillende plaatsen per boot bereikbaar en er zijn mogelijkheden voor kano's en raften.